# Daniel Ståhl
Daniel Ståhl (* 27. August 1992 in Solna) ist ein schwedischer Diskuswerfer.

## Leben
2014 schied er bei den Europameisterschaften in Zürich in der Qualifikation aus, und 2015 wurde er bei den Weltmeisterschaften in Peking Fünfter. Bei den Olympischen Spielen 2016 in Rio de Janeiro schied er in der Qualifikation aus. 2017 holte er bei den Weltmeisterschaften in London mit einer Weite von 69,19 m die Silbermedaille hinter Andrius Gudžius und vor Mason Finley.
Im Jahr 2018 gewann Ståhl bei den Europameisterschaften in Berlin Silber mit einer Weite von 68,23 m.
Den bisher größten Erfolg erreichte er im Juli 2021 bei den Olympischen Spielen 2020 in Tokio, welche er mit einer Weite von 68,90 m vor seinem Landsmann Simon Pettersson mit 67,39 m und dem Österreicher Lukas Weißhaidinger mit 67,07 m für sich entscheiden konnte. Darüber hinaus eroberte er bei den Weltmeisterschaften 2023 in Budapest die Goldmedaille im Diskuswurf mit einer Weite von 71,46 m.

## Persönliche Bestleistungen
- Kugelstoßen: 19,38 m, 27. August 2016, Sollentuna
  - Halle: 19,60 m, 11. Februar 2017, Tampere
- Diskuswurf: 71,86 m, 29. Juni 2019, Bottnaryd – schwedischer Rekord